# Bibliographie sur la mondialisation
Bibliographie thématique sur la mondialisation.

## Ouvrages généraux
- Nayan Chanda, Qu'est-ce que la mondialisation ?, [lire en ligne]
- Nayan Chanda, Au commencement était la mondialisation. La grande saga des aventuriers, missionnaires, soldats et marchands (trad. de l'américain par Marie-Anne Lescourret), CNRS, Paris, 2010, 446 p.  (ISBN 978-2-271-06961-0)

## Anthropologie de la mondialisation
- Marc Abélès, Anthropologie de la globalisation, Paris, Payot, 2008, 280 p. (ISBN 978-2-228-90264-9)
- Arjun Appadurai, Après le colonialisme : Les conséquences culturelles de la globalisation [« Modernity At Large:Cultural Dimensions of Globalization »], Payot, 2005, 326 p. (ISBN 978-2-228-90000-3), voir une recension dans Lectures, http://lectures.revues.org/18709.
- Arjun Appadurai (trad. de l'anglais), Géographie de la colère : La violence à l'âge de la globalisation [« Fear of Small Numbers:An Essay on the Geography of Anger »], Paris, Payot, 2009, 207 p. (ISBN 978-2-228-90408-7)
- Arjun Appadurai (trad. de l'anglais), Condition de l'homme global [« The Future as Cultural Fact: Essays on the Global Condition »], Paris, Payot, 2013, 432 p. (ISBN 978-2-228-90985-3)
- Émile Callot, La société et son environnement : essai sur les principes des sciences sociales, M. Rivière, 1952, 580 p. (lire en ligne)

## Géographie de la mondialisation
- Vincent Capdepuy, 50 histoires de la mondialisation: de Néandertal à Wikipédia, Alma éditeur, 2018

## Histoire de la mondialisation
- Fernand Braudel, La dynamique du capitalisme, Paris, Arthaud, 1985  (ISBN 2080811924).
- Joël Cornette, Les Crises du capitalisme. Du krack de la tulipe à la récession mondiale, Perrin, Tempus, 2010

## Ouvrages spécialisés sur les aspects contemporains
- Arjun Appadurai, Après le colonialisme : Les conséquences culturelles de la globalisation [« Modernity At Large:Cultural Dimensions of Globalization »], Payot, 2005, 326 p. (ISBN 978-2-228-90000-3), voir une recension dans Lectures, http://lectures.revues.org/18709.
- Arjun Appadurai (trad. de l'anglais), Géographie de la colère : La violence à l'âge de la globalisation [« Fear of Small Numbers:An Essay on the Geography of Anger »], Paris, Payot, 2009, 207 p. (ISBN 978-2-228-90408-7)
- Arjun Appadurai (trad. de l'anglais), Condition de l'homme global [« The Future as Cultural Fact: Essays on the Global Condition »], Paris, Payot, 2013, 432 p. (ISBN 978-2-228-90985-3)
- Ulrich Beck, Pouvoir et contre-pouvoir à l'ère de la mondialisation Éditions Flammarion, Paris, 2003.
- Suzanne Berger, Made in monde, Les nouvelles frontières de l’économie mondiale, Seuil, 2006,  (ISBN 2-02-085296-9)

## Mondialisation économique
- J. Adda, La Mondialisation de l'économie, Vol.1 et Vol 2 La Découverte, Repères, Paris, 1996.
- Daniel Cohen, La Mondialisation et ses ennemis, Paris, Grasset, 2004
- Paul Krugman, La mondialisation n'est pas coupable : vertus et limites du libre-échange, ((en) Pop internationalism) éd. La Découverte, 2000, 218 p,  (ISBN 270713113X)
- Johan Norberg, Plaidoyer pour la mondialisation capitaliste, Plon, 2004
- Jacques Sapir, La démondialisation, Seuil, 2010.

## Critiques de la mondialisation
- Eddy Fougier, Altermondialisme, le nouveau mouvement d'émancipation, Lignes de repères, 2004, 174 p.  (ISBN 978-2-915752-00-7).
- Hans-Peter Martin, Le piège de la mondialisation (1996).
- Arnaud Montebourg, préface d’Emmanuel Todd, Votez pour la démondialisation !, Flammarion, 2011.
- Jacques Sapir, La démondialisation, Seuil, 2010.
- * Guillaume Vuillemey, Le Temps de la démondialisation: Protéger les biens communs contre le libre-échange, Seuil, 2022, 112 pages,  (ISBN 978-2021486292)